# Das Haus / 1984
Das Haus ist ein Dokumentarfilm von Thomas Heise für die Staatliche Filmdokumentation  der DDR   aus dem Jahr 1984. Er dokumentiert den Behördenalltag im Berolinahaus am Berliner Alexanderplatz und war in dieser Form in der DDR einmalig. Der Film war nicht für öffentliche Vorführungen gedacht und wurde erst 2001  gezeigt. 2022 wurde die restaurierte Fassung vorgestellt.

## Handlung
Der Film beginnt mit einem Blick über den fast menschenleeren Alexanderplatz, auf den Brunnen der Völkerfreundschaft und dem dahinterliegenden Berolinahaus. Der Blick auf eine, auf dem Dach installierte Überwachungskamera zeigt, dass der Alex immer unter Beobachtung steht. Im Hintergrund ist vom Bahnhof Berlin Alexanderplatz das Geräusch einer abfahrenden S-Bahn zu hören. Tage später, am 6. Mai 1984 ist der Tag der Kommunalwahlen in der DDR. Eines der vielen Berliner Wahllokale befindet sich im Berolinahaus, dem Sitz des Rats des Stadtbezirks Berlin-Mitte. Die Weltzeituhr zeigt, dass es kurz vor 8:00 Uhr ist, als ein Wolga im strömenden Regen die Wahlunterlagen bringt. Nach der Wahl und der Auszählung werden die Unterlagen mit mehreren Autos abgeholt. Am Pfingstmontag ist der Alexanderplatz wieder voller Menschen und auch Treffpunkt von Ausländern, die aus West-Berlin einreisen dürfen und hier Bekanntschaften mit Ost-Berliner Mädchen suchen.
Es folgen wieder normale Arbeitstage, die im Berolinahaus meistens mit der Fahrt in einem der Paternosteraufzuge beginnen. Die erste Abteilung, die mit der Kamera besucht wird, ist für die Wohnungspolitik zuständig. Die verantwortliche Mitarbeiterin erklärt gerade einer Wohnungssuchenden, die einen altersgerechten Wohnraum sucht, dass sie ihr nicht helfen kann, da sie höchstens insgesamt 120 Wohnungen im Jahr zur Vermittlung bekommt, die für etwa 3000 Bewerber reichen müssen. Das Gleiche trifft noch einmal auch auf ihre Kollegin zu. Aber die Bearbeiterin verspricht, die Sache im Auge zu behalten. Der nächste Bewerber wohnt in einer Vierraum-Wohnung mit vier Personen und kann deshalb in den nächsten Jahren nicht in den Verteilungsplan aufgenommen werden. Eine Studentin fragt, ob sie vielleicht eine abgelehnte, zurückgegebene Wohnung bekommen könnte, jedoch erfährt sie, dass es so etwas nicht gibt, denn es werden alle Wohnungen vermittelt. Ein Vorgesetzter kommt vorbei und rät einer weiteren Studentin, die noch fünf Jahre zu studieren hat, doch einen reichen Professor zu heiraten, dann wäre sie ihr Wohnungsproblem los. Seine Kollegin schiebt aber noch die Erklärung nach, dass dieses nur ein Scherz gewesen wäre. Bei einer späteren Befragung erklärt die Mitarbeiterin, dass sie am Vortag 62 Fälle bearbeitet hat und sie im Normalfall diese Sprechtage gut verkraftet.
Der nächste Besuch im Haus gilt der Abteilung Soziales. Hier bittet eine junge Frau um eine finanzielle Unterstützung für die Einschulung ihres Kindes. Dieser Wunsch wird abgelehnt, da sie bereits mehrere Unterstützungen bekommen hat, die Einschulung ihres Kindes bereits lange Zeit bekannt ist und sie über dem Mindestsatz der Sozialfürsorge verdient. Die junge Frau betont noch einmal, dass sie die Probleme nicht wünscht, sondern sie einfach kommen würden. Die Idee, die Angelegenheit mit einem Darlehen zu klären, kann die Mitarbeiterin nicht allein entscheiden und bittet deshalb die Antragstellerin, noch einmal wiederzukommen. Die nächste Besucherin, eine ältere Dame, bekommt ihre Wünsche zwar nicht komplett erfüllt, erhält aber einen Kostenzuschuss von 150 Mark der DDR für einen Wohnungsumzug.
Nun ist die Abteilung Inneres dran, in der sich gerade eine Mitarbeiterin in einem Gefängnis erkundigt, ob ein Bürger, wie vorgesehen, am Morgen entlassen wurde. Diese Frage wird positiv beantwortet und er hätte auch unterschrieben, dass er sich noch am Morgen beim Rat des Stadtbezirks zu melden hat. Die Mitarbeiterin hofft, dass er sich dann noch melden wird. Jetzt nimmt eine junge Frau am Schreibtisch ihrer Kollegin Platz, die zur Sprechstunde vorgeladen wurde. Sie wohnt bereits seit einigen Monaten bei ihrer Mutter, ohne dort polizeilich und im Hausbuch angemeldet zu sein, da sie nicht mehr in ihre eigene Wohnung kommt. Das Problem besteht darin, dass die Wohnung ihrer Mutter im Grenzgebiet liegt, welches nur mit einer Genehmigung betreten werden darf. Dann kommen noch andere Probleme zur Sprache, so, dass sie seit mehreren Monaten nicht mehr arbeiten geht. Auch hier versucht sie, mit nicht glaubhaften Argumenten, sich herauszureden. Zur eigenen Person gibt sie an, dass sie ledig ist, mit einem Sohn, der sich zurzeit einem Jugendwerkhof aufhält. Arbeiten, die nicht zu hart sind, könnte sie ausüben, wie zum Beispiel in einer Großküche oder als Pförtner. Die Frage, ob sie Alkohol trinkt, verneint sie rigoros. Sie nimmt auch keine Männer mit hoch, außer ihren Freund aus Stuttgart, aber das ist ja nicht verboten. Ihm würde sie jedoch erst in die Bundesrepublik folgen, wenn sie verheiratet wären und sie ihre Schulden abgezahlt hätte.
Im Referat Jugendhilfe sitzt der 13-jährige Marko mit seiner Mutter bei einer Jugendfürsorgerin. Der Grund seiner Anwesenheit sind mehrere kleine Diebstähle, die ihm vorgeworfen werden. Im Gespräch zeigt er sich sehr einsichtig und ist kritisch in seiner Selbsteinschätzung. Er erzählt von seiner Zwillingsschwester, mit der er in eine Klasse geht und die die besseren Zensuren hat, da ihm in der Vergangenheit häufig die Lust fehlte, sich mehr Mühe zu geben. Seine schulischen Leistungen könnte er, nach eigener Aussage, schon verbessern, wenn er wollte. Auch sonst ist er sehr wechselhaft in der Durchführung seiner Ideen und Hobbys. Nach diesem Gespräch spricht die Jugendfürsorgerin noch einmal allein mit Markos Mutter und macht ihr klar, dass die Verfehlungen eigentlich sehr gering seien, sie aber von der Kriminalpolizei aufgefordert wurden, sich um die Angelegenheit zu kümmern. Die Mutter beschwert sich darüber, dass sie den zuständigen ABV wegen der Diebstähle um Hilfe gebeten hat, dieser aber ihre Probleme im gesamten Wohngebiet herumerzählt hat, so dass die Familie jetzt den Ruf einer Diebesfamilie hat. Ansonsten sieht sie aber auch einen Teil der Schuld in ihrer Erziehung, da sie grundsätzlich keine Jungen mag und deshalb die Schwester immer bevorzugt hat.
Zum Abschluss des Films ist eine Trauung eines jungen Paares im Berolinahaus zu sehen. An der Trauung nehmen keine weiteren Gäste teil, so dass das Paar in dem Raum ziemlich verloren wirkt, nur ein etwas groß geratenes Bildnis Erich Honeckers hängt an der Wand. In ihrer Ansprache betont die Standesbeamtin den besonderen Schutz der Ehe in der DDR. Wichtig ist aber auch, dass das Paar selbst zum Glück beiträgt, denn man ist ja nicht nur vor dem Gesetz Ehepartner, sondern auch Lebenskamerad und Freund. Der Hochzeitstag ist der 1. September 1984 und das ist der Tag des Weltfriedens, wie die Standesbeamtin betont, und sieht darin eine besondere Aufforderung daran als junges Paar mitzuwirken. Sie fordert aber auch dazu auf, an die vergangenen schönen Stunden zurückzudenken. Sie weist aber auch darauf hin, dass sich das Verhältnis der Partner zueinander im Lauf der Jahre verändern wird, deshalb sollte man sich bemühen, getragen von den Grundsätzen der sozialistischen Moral und Ethik, dass alle ihre Aktivitäten auch mit den Aufgaben und Interessen der Gesellschaft im Einklang stehen.

## Produktion
Das Haus war der zweite Auftrag für Thomas Heise nach seinem  verbotenen  Studienabschlussfilm von 1980. Er arbeitete hier wieder mit seinem vertrauten Kameramann Peter Badel zusammen.
Die Dreharbeiten fanden im Berolinahaus am Berliner Alexanderplatz und   in dessen unmittelbarer Umgebung statt. Die Aufnahmen waren im 16 mm-Format und schwarzweiß.
Der Film Das Haus wurde für die Staatliche Filmdokumentation am Filmarchiv der DDR gedreht und war nicht für eine öffentliche Aufführung vorgesehen. Er wurde der einzige neutrale Film über den Behördenalltag in der DDR und eine der interessantesten Produktionen aus der Reihe der  Filmdokumentationen.

## Aufführungen
2001 wurde er kurz nach seiner Wiederentdeckung erstmals bei der Duisburger Filmwoche gezeigt. Weitere Aufführungen gab es unter anderem 2004 im Berliner Kino Arsenal, und  2007 im Zeughauskino Berlin.
Die restaurierte Fassung wurde 2022 wieder im Kino Arsenal vorgestellt, danach 2024 im Berliner Kino Krokodil.

## Rezeption
Die Filmkritikerin Anke Westphal wurde bei der Erstaufführung 2001 an mehrere eigene Erlebnisse in diesem Behördenhaus erinnert und schrieb

„Wer die DDR zurückhaben möchte, sehe sich Thomas Heises Film an, und er wird bemerken müssen, dass er viel Vergangenheit verdrängt hat. "Das Haus" macht einem nun klar, dass die Vergangenheit konkret ist: eine eiskalte Erfahrung, die man vielleicht lieber auf Distanz gehalten hätte, die aber wach rüttelt.“

Das Lexikon des internationalen Films nennt den Film ein

„künstlerisch verdichtetes Werk, welches hautnah die abgrundtiefe Tristesse des realen Sozialismus zeigt, aber auch die Bemühungen des Räderwerks einer zunehmend unerträglich gewordenen Erziehungsdiktatur, jede private und gesellschaftliche Regung unter Kontrolle zu bekommen.“